# Fluorid neptuničitý
Fluorid neptuničitý je chemická sloučenina se vzorcem NpF4, jedná se o pevnou zelenou látku.

## Příprava
Fluorid neptuničitý lze připravit reakcí fluoridu neptunitého s plynnou směsí kyslíku a fluorovodíku za teploty 500 °C:
4 NpF3 + O2 + 4 HF → 4 NpF4 + 2 H2O
Další možností je reakci oxidu neptuničitého s fluorovodíkem:
NpO2 + 4 HF → NpF4 + 2 H2O